# رخصة طيار دولية

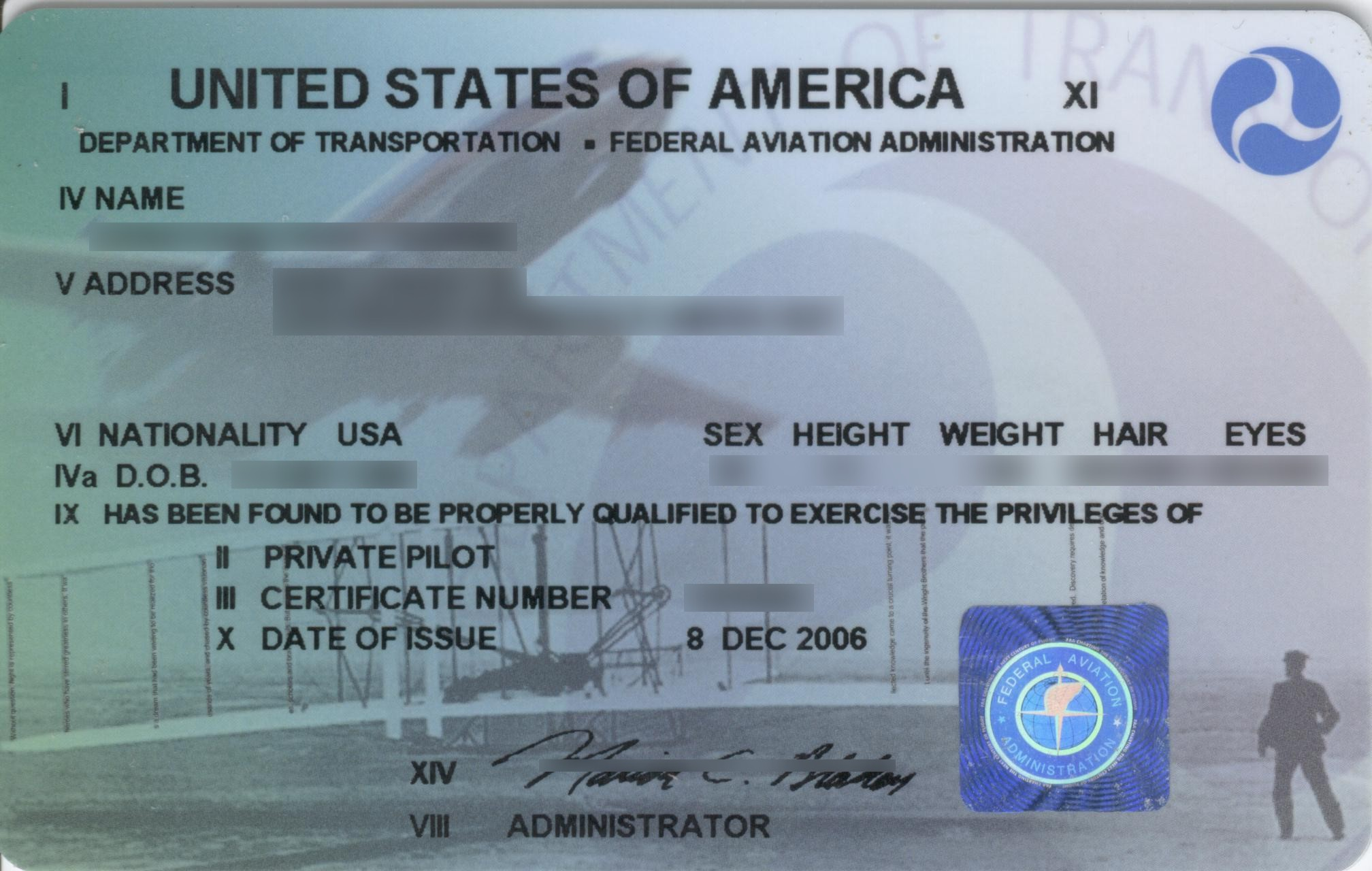

ترخيص أو شهادة طيار تشير إلى تصاريح لطيران الطائرات التي تم إصدارها من قبل هيئة الطيران المدني (CAA) في كل بلد، تثبت أن حاملها قد اجتمعت فيه مجموعة محددة من متطلبات المعرفة والخبرة.ويشمل ذلك الخضوع لاختبار الطيران. يمكن للطيارالحصول على الشهادة ثم ممارسة مجموعة محددة من الامتيازات في المجال الجوي لذلك البلد. على الرغم من المحاولات للتوفيق بين متطلبات الدول، فإن الاختلافات في الممارسات و معايير الشهادة تختلف من مكان إلى مكان للحد من الصلاحية الدولية الكاملة للمؤهلات الوطنية.